# ポップ・グループ
ザ・ポップ・グループ（The Pop Group、1977年結成 - 1981年解散、2010年再結成）は、イギリスのブリストル出身のポストパンク・バンドである。その妥協を知らない不協和な音は、パンク・ロック、フリー・ジャズ、ダブの間を橋渡しするものである。彼らの歌詞は（そうではない方が多いが）政治的な性格を有している。

## 概要
ザ・ポップ・グループは、1977年に結成され、翌年、デビュー・シングル「She is Beyond Good and Evil」をレイダー（Radar）・レーベルからリリースしている。
彼らのデビュー・アルバム『Y (最後の警告)』は、生じつつあったポストパンク・サウンドの初期の試金石である。レゲエのベテラン・ミュージシャンであるデニス・ボーヴェルのプロデュースによるこのアルバムは、今日でもこの時期のベストの一枚とされている。しかしながら、暫くの間、海外では廃盤となっており、高価な日本からの輸入盤を買うしかなかった。
このアルバムはチャートに入ることはなかったが、バンドはラフ・トレード・レコードと契約した。この時期に、ベースがサイモン・アンダーウッドからダン・カトシスに代わっている。
ラフ・トレードに移るとすぐ、彼らはおそらく一番よく知られているシングル「ウィ・アー・オール・プロスティテューツ」を発表した。このシングルにはフリー・インプロバイザーのトリスタン・ホンジンガー（Tristan Honsinger）がチェロでゲスト参加している。
そして、1980年にはセカンド・アルバム『ハウ・マッチ・ロンガー』がリリースされた。このアルバムにはアメリカのラッパーの元祖であるラスト・ポエッツ（The Last Poets）が参加している。ジャケット写真はアンドレ・ケルテスの手によるもの。
そのすぐ後に、ザ・ポップ・グループは、ドラマーとマネージャー（クリスティン・ロバートソン（Christine Robertson）とディック・オデル（Dick O'Dell））が同じスリッツと片面ずつのシングル「意志あるところ (Where There's a Will...)」をリリースし、ダブやファンクといったジャンルの探求に関心を深めていった。
グループは、法廷での争いや内輪もめの後、1981年に分裂した。メンバーは、ピッグバッグ（Pigbag）、マキシマム・ジョイ（Maximum Joy）、ヘッド（Head）、リップ・リグ&パニックといったグループを結成した。このうちリップ・リグ&パニックにはネナ・チェリーが参加している。
一方、ボーカルのマーク・スチュワートは、On-Uサウンドと協力して、最初はマーク・スチュワート・アンド・マフィアとして、そして後にはソロ・アーティストとして、作品を発表した。
ポップ・グループや関連するバンドは、後にトリップ・ホップを生むブリストルのシーンを作り出した。
2010年に再結成を果たし、2011年サマーソニックにて初来日を果たした。

## メンバー
- マーク・スチュワート (Mark Stewart) - 作詞、ボーカル
- ギャレス・セイガー (Gareth Sager) - ギター
- ダン・カトシス (Dan Katsis) - ベース
- ブルース・スミス (Bruce Smith) - ドラム、パーカッション

### 旧メンバー
- ジョン・ワディントン (Jon Waddington) - ギター
- サイモン・アンダーウッド (Simon Underwood) - ベース

## 日本公演
- 2011年8月   ：サマーソニック 11
- 2015年3月1日：東京LIQIDROOM
- 2015年12月7日:東京 渋谷duo MUSIC EXCHANGE  12月8日:東京 渋谷duo MUSIC EXCHANGE  12月9日:大阪 梅田CLUB QUATTRO

## ディスコグラフィ

### アルバム
- 『Y (最後の警告)』 - Y (1979年、レイダー)
- 『ハウ・マッチ・ロンガー』 - For How Much Longer Do We Tolerate Mass Murder? (1980年、ラフ・トレード) ※ラスト・ポエッツとの共作を含む
- 『ウィ・アー・タイム』 - We Are Time (1980年、ラフ・トレード) ※ライブ、デモ、アウトテイクのコンピレーション。旧邦題『狂気の時』
- 『ウィ・アー・オール・プロスティテューツ (最後の聖戦)』 - We Are All Prostitutes (1998年、ラフ・トレード) ※コンピレーション
- 『キャビネット・オブ・キュリオシティーズ』 - Cabinet of Curiosities (2014年、Freaks R Us) ※初期未発表音源集
- 『シチズン・ゾンビ』 - Citizen Zombie (2015年、Freaks R Us)
- 『ハネムーン・オン・マーズ』 - Honeymoon on Mars (2016年、Freaks R Us)
- 『ザ・ボーイズ・フーズ・ヘッド・エクスプローデッド』 - The Boys Whose Head Exploded (2016年、Freaks R Us) ※ライブ

### シングル
- "She Is Beyond Good and Evil" (1979年、レイダー)
- 「ウィ・アー・オール・プロスティテューツ」 -  "We Are All Prostitutes" (1980年、ラフ・トレード)
- 「意志あるところ」 - "Where There's A Will..." (1980年、ラフ・トレード) ※スリッツの「はじめにリズムありき」 - "In the Beginning There Was Rhythm"とのスプリット・シングル
- "Citizen Zombie" (2015年、Freaks R Us)
- "Mad Truth" (2015年、Freaks R Us)
- "S.O.P.H.I.A." (2015年、Freaks R Us)
- "Zipperface" (2016年、Freaks R Us)